# ヴェナンツィオ・ラウッツィーニ
ヴェナンツィオ・ラウッツィーニ（Venanzio Rauzzini, 1746年12月19日 - 1810年4月8日）は、イタリア人のカストラート、作曲家、ピアニスト、歌唱指導者、演奏会興行者。
ラウッツィーニは少年期、システィーナ礼拝堂の合唱団に所属しており、ドメニコ・コッリとムツィオ・クレメンティの弟子であった。またローマではジュゼッペ・サンタレッリに、ナポリではニコラ・ポルポラに師事している。

## 生涯
ラウッツィーニはカメリーノに生まれた。彼がオペラデビューを果たしたのは1765年、ローマのヴァッレ劇場であり、ニコロ・ピッチンニのオペラ「Il finto astrologo」で男性役の1人を演じた。1766年にはヴェネツィアのサン・サムエレ劇場で歌い、その後の1766年から1767年にはバイエルン国立歌劇場の舞台に上がった。ラウッツィーニは多くの既婚女性と浮名を流したために、ミュンヘンの宮廷を去らねばならなくなった。次に1767年に彼がウィーンの宮廷で歌った際には、モーツァルトが聴いていた。モーツァルトは「ラウッツィーニの歌声を聴いて喜んだ反応をし、ミラノで『ルチオ・シッラ』（1772年）の主役を演じて欲しいと申し出た。その後、特に彼のためにモテット『エクスルターテ・ユビラーテ』（1773年）を作曲している。」
ラウッツィーニは1770年代初頭にはヴェネツィアとミュンヘンでの演奏活動に復帰し、1774年から舞台を退く1778年まではロンドンでも大きな興行的成功を収めた。オペラ歌手として第一線を退いた後、彼は歌唱とピアノの指導を行い、また多くのオペラを作曲した。数年間ロンドンに暮らした後の1780年にバースに居を構え、1781年にニュー・アセンブリー・ルーム・コンサートの指揮者となった。ハイドンは1794年にラウッツィーニの元に滞在し、もてなしへの返礼としてカノン「タークは忠実な犬でした Turk was a Faithful Dog」を作曲した。題はラウッツィーニの愛犬の記念碑からとられている。ラウッツィーニの著名な弟子にはスティーヴン・ストレース、ナンシー・ストレース、マイケル・ケリー、ジョン・ブラハムらがいる。ラウッツィーニは、1781年頃から1810年に没するまでバースで演奏会の指揮、興行を行った。彼の弟子の多くは、彼が毎年開催する予約演奏会に登場した。彼は生前に自らの歌唱法のアイデアを記した声楽教本や、一冊の専門書を出版している。ラウッツィーニはバース大聖堂に埋葬されており、聖堂には弟子のナンシー・ストレースとブラハムが彼を記念する碑を建てている。

## オペラ作品
- 「Piramo e Tisbe」 ラニエーリ・デ・カルツァビージ台本 （ロンドン、ヒズ・マジェスティーズ・シアター、1775年3月16日）
- 「L'ali d'amore」 Carlo Francesco Badini台本 （1776年）
- 「L'eroe cinese」 ピエトロ・メタスタージオ台本 （1782年）
- 「Creusa in Delfo」 Gaspare Martinelli台本 （1783年）
- 「Alina ossia La regina di Golconda」 Antonio Andrei台本 （1784年）
- 「La vestale」 Carlo Francesco Badini台本 （1787年）